# Шахти села Михайлівка
Шахти села Михайлівка функціонували наприкінці XIX — на початку ХХ століття, і знаходилися в селі Михайлівка Покровського району Донецької області (колишня німецька колонія Міхаельгейм, неподалік від Селидівки, — сучасного Селидового).
Вугілля з дрібних шахт в районі нинішнього села Михайлівка на станцію Желанна наприкінці XIX — на початку ХХ століття відвантажували Соколовський, Константиновський і Златопольский. Спочатку це були кустарні копальні. Наприклад, прізвище Соколовського (Соколова, Сокольського), який мав вуглекопальню при станції Желанна, фігурує у документах, починаючи з 1899 року. У 1899—1900 календарному році він відвантажив по станції Желанна 86 вагонів, у 1900 календарному році — 216 вагонів вугілля. У 1900—1901 господарчому році Михайлівська копальня Соколовського відвантажила по Желанній 330 вагонів вугілля, а у 1902 календарному році — всього 2,5 вагони. Типовий ритм роботи кустарної копальні.
Станом на 1902 рік відвантаження вугілля від імені Константиновського надається разом по декількох станціях, в тому числі — по Желанній. Станом на 1902—1903 господарчий рік, згаданий вуглепромисловець відвантажив по Желанній 6 вагонів, на 1903—1904 рік — 9 вагонів, на 1904—1905 рік — 7,5 вагонів вугілля (600 пудів кожен).
З початку ХХ століття тут працював Михайлівський рудник, власниками якого були Р. Л. Фаркач, потім Г. З. Златопольскій. Рудник почав роботу в період революційних зворушень 1905—1907 років. З 1908 року рудник належав Товариству Михайлівських копалень. Керуючим був А. Б. Константиновський. Територіально рудник розташовувався в 1 версті від села Селидівка й у 8 верстах від станції Желанна. В сучасному розумінні — це на північно-західній околиці сучасного села Михайлівка, що зветься місцевими «Причепилівка».
Станом на 1906—1909 роки, видобувна здатність рудника товариства Михайлівських копалень, що відвантажував продукцію на станції Желанна, становила 1,5-2 млн пудів на рік, а плановий видобуток на 1906—1908 роки було зафіксовано на позначці 1,5 млн пудів. Втім, за перше півріччя 1906 року на руднику було видобуто лише 12 тис. пудів (менш як 200 т). Від імені Златопольського у 1907 році по Желанній було відвантажено 514 тис. пудів (понад 850 вагонів), від імені Константиновського — 4,5 тис. пудів (7,5 вагонів).
На копальні розробляли «полум'яне» вугілля. Знайдені уривчасті відомості про роботу шахт № 3, 4 і 6. Шахта № 3, наприклад, розкривала горизонт 47 метрів. Після 1908 року видобуток на руднику різко падає — у першому півріччі 1908 року з рудника було вивезено лише 85 пудів вугілля, а плановий видобуток на 1909—1910 рік становив 200 тис. пудів. З 1910 року рудник і зовсім не згадується в документах гірничого управління південній Росії і Ради З'їзду гірничопромисловців півдня Росії. 